# Antonio López Habas
Antonio López Habas (Pozoblanco, 28 maggio 1957) è un allenatore di calcio ed ex calciatore spagnolo, allenatore dell'Inter Kashi.

## Carriera

### Club
Ha giocato con il Siviglia, Real Murcia e Atlético Madrid.

### Allenatore
Inizia la carriera di allenatore con l'Atlético Madrileño, nel 1990; il suo primo incarico di rilevanza internazionale è il posto di vice allenatore nella Bolivia di Xabier Azkargorta al campionato del mondo 1994; nel 1994 allena il Club Bolívar, tornando in Spagna l'anno successivo. Nel 1996 torna alla guida della nazionale di calcio boliviana, stavolta da commissario tecnico. Dopo aver conquistato il secondo posto alla Copa América 1997, torna nuovamente in Spagna, allo Sporting Gijón. Nel 2005 ottiene l'incarico di allenatore del Valencia dopo averne guidato il settore giovanile. Nel 2008 guida il Celta Vigo dopo l'esonero di Juan Ramón López Caro, di cui era il vice. Nel 2014 diventa allenatore della neonata squadra di Indian Super League Atlético de Kolkata, facendo vincere il primo titolo alla squadra battendo in finale per 1-0 i Kerala Blasters di David James, torna poi nella stessa squadra, rinominata ATK, e facendo vincere il loro terzo titolo. Nonostante la fusione tra l'ATK e il Mohun Bagan, rimane comunque in carica come allenatore di questa nuova squadra prodotta dalla fusione delle due, l'ATK Mohun Bagan.

## Palmarès

### Giocatore

#### Competizioni nazionali
- Supercoppa di Spagna: 1

Atletico Madrid: 1985

### Allenatore

#### Competizioni nazionali
- Coppa di Bolivia: 1

Bolivar: 2001
- Indian Super League: 2

Atlético de Kolkata: 2014, 2019-2020
- ISL Shield: 1

Mohun Bagan SG: 2023-2024
- I-League: 1

Inter Kashi: 2024–2025